# Sprachverwendung
Mit Sprachverwendung wird die Verwendung des Sprachsystems beim Sprechen und Schreiben bezeichnet, also die Nutzung seiner Einheiten und Regeln. Dabei handelt es sich auch um Merkmale, die zur Unterscheidung der drei Textfunktionen (Appell, Darstellung, Ausdruck) gelten. Sprachverwendung ist ein Terminus, der als Stichwort nur selten vorkommt, offenbar, weil er als synonym mit Sprachgebrauch aufgefasst wird. Glück (1993) führt ihn als Stichwort auf, und zwar als deutschsprachiges Pendant für engl. language use. In anderen Wörterbüchern kommt Sprachverwendung nur in den Erklärungen für andere Stichwörter wie Performanz oder Parole oder als deren Synonym vor.